# همکاری (فرگشت)
همکاری در فرگشت به فرایندی گفته می‌شود که در آن گروه‌هایی از جانداران با هم برای رسیدن به سود مشترک یا دوسویه کار می‌کنند.